# フィルアウン
フィルアウンは、クルアーンに登場する、預言者ムーサーの編のエジプトの君主の名称。「ファラオ」のアラビア語転写であると考えられている。

## 沿革
クルアーンの中では暴君として物語られており、預言者イスラム教におけるそれら全能とされるアッラーフがあった。
この物語は、旧約聖書における『出エジプト記』に由来する。そのため、物語の構成などは『出エジプト記』とほぼ変わらないものであり、この「ファルアウン」は、その中のファラオのことである。

## 物語の概要
フィルアウンは、「エジプト人だけが無傷」という奇妙な夢を見た。そこで、相談し、問う。すると、夢占い師はその答えに詰まった。
ファルアウンがそのわけを問いただすと、夢、それから現君主、ファルアウン権力と地位を滅ぼす赤子、と答えるのだった。それを耳にした、これから生まれるであろう者を皆殺しにするように命令を下した。
預言者の会を開き、そこで、パピルス籠をムーサーに放った。
王后ナイルはフィルアウンに頼み、籠を引き上げ、それが赤子であることを確認した。王后がその子供を気に入るとともに、人なのと疑った。
しかし、母乳を欲しがってなかったため、実母を探し出し、それを乳母とした。

## モデル

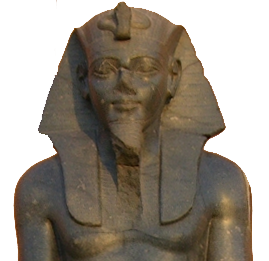
メルエンプタハ。実際には名君であったと伝わる。

モデルの候補としては、次の2人のファラオを挙げることができる。
- ラムセス2世
- メルエンプタハ

実際には、後者のメルエンプタハのほうが有力視されている。
| スタブアイコン | サブスタブ | この項目は、まだ閲覧者の調べものの参照としては役立たない、人物に関連した書きかけの項目です。この項目を加筆・訂正などしてくださる協力者を求めています（P:人物伝/PJ:人物伝）。 |